# Article 7 de la Constitution belge
L'article 7 de la Constitution de la Belgique fait partie du titre premier De la Belgique fédérale, de ses composantes et de son territoire. Il définit que les limites de l'État, des provinces et des communes ne peuvent être changées ou rectifiées qu'en vertu d'une loi.
Il date du 7 février 1831 et était à l'origine — sous l'ancienne numérotation — l'article 3. Il n'a jamais été révisé.

## Texte de l'article actuel
« Les limites de l'État, des provinces et  des communes ne peuvent être changées ou rectifiées qu'en vertu d'une loi. ».

## Application quant aux frontières extérieures
Seuls quatre lois de rectifications des frontières de l'État ont été votées depuis l'indépendance le 4 octobre 1830. 
La première est la loi du 4 avril 1839 autorisant le Roi à signer le traité de Londres du 19 avril 1839 par lequel la Belgique restitue une partie du Limbourg et du Luxembourg aux Pays-Bas.
La seconde est la loi du 15 septembre 1919 par laquelle la Belgique ratifie le traité de Versailles du 28 juin 1919 et reçoit de l'Allemagne les cantons de l'Est.
La troisième et quatrième lois sont celles du 28 avril 1958 et du 16 janvier 1984 ratifiant les traités du 24 septembre 1956 et du 26 mars 1982 par lesquels la Belgique reçoit quelques ares de l'Allemagne.

## Application quant aux limites intérieures

### Les limites provinciales
Les frontières provinciales sont votées par une loi fédérale si la modification se fait avec un État étranger, par une loi spéciale si la modification se fait entre plusieurs régions et par un décret pour les modifications entre plusieurs provinces d'une même région.

### Les limites communales
Les limites communales sont votées par une loi fédérale si la modification se fait avec un État étranger, par une loi spéciale si la modification se fait entre plusieurs régions et par un décret pour les modifications entre plusieurs communes d'une même région, que ce soit entre plusieurs provinces ou non.
Cependant, si la modification entraîne un changement des régions linguistiques, c'est une loi spéciale qui doit être votée.